# Efrem Zimbalist Jr.
Efrem Zimbalist Jr. (New York, 30 novembre 1918 – Solvang, 2 maggio 2014) è stato un attore e doppiatore statunitense.

## Biografia
Figlio del compositore Efrem Zimbalist e del soprano Alma Gluck, e padre dell'attrice Stephanie Zimbalist, è noto per le sue apparizioni in serie televisive come Indirizzo permanente (1958-1964) e F.B.I. (1965-1974). È anche conosciuto per il ruolo di Alejandro de la Vega nella prima stagione della serie Zorro (1990), e come voce del personaggio di Alfred Pennyworth in Batman (1992) e relativi seguiti. Ha partecipato anche ai film Airport '75 (1974) di Jack Smight e Hot Shots! (1991) di Jim Abrahams.

## Filmografia parziale

### Cinema

#### Attore
- Amaro destino (House of Strangers), regia di Joseph L. Mankiewicz (1949)
- La banda degli angeli (Band of Angels), regia di Raoul Walsh (1957)
- I giganti toccano il cielo (Bombers B-52), regia di Gordon Douglas (1957)
- Acque profonde (The Deep Six), regia di Rudolph Maté (1958)
- Furia d'amare (Too Much, Too Soon), regia di Art Napoleon (1958)
- Il grande rischio (Violent Road), regia di Howard W. Koch (1958)
- Testimone oculare (Girl on the Run), regia di Richard L. Bare (1958)
- Pietà per la carne (Home Before Dark), regia di Mervyn LeRoy (1958)
- Il cielo è affollato (The Crowded Sky), regia di Joseph Pevney (1960)
- Febbre nel sangue (A Fever in the Blood), regia di Vincent Sherman (1961)
- Ossessione amorosa (By Love Possessed), regia di John Sturges (1961)
- Sessualità (The Chapman Report), regia di George Cukor (1962)
- Harlow, regia di Alex Segal (1965)
- La taglia (The Reward), regia di Serge Bourguignon (1965)
- Gli occhi della notte (Wait Until Dark), regia di Terence Young (1967)
- Airport '75 (Airport 1975), regia di Jack Smight (1975)
- Hot Shots!, regia di Jim Abrahams (1991)

#### Doppiatore
- Principe Valiant (1991-1993)
- Batman - La maschera del Fantasma (Batman: Mask of the Phantasm), regia di Eric Radomski e Bruce Timm (1993)
- Batman - Il mistero di Batwoman (Batman: Mystery of the Batwoman), regia di Kurt Geda e Tim Maltby (2003)

### Televisione
- Conflict – serie TV, episodi 1x16-1x19 (1957)
- Maverick – serie TV, 5 episodi (1957-1958)
- Sugarfoot – serie TV, episodio 2x03 (1958)
- Indirizzo permanente (77 Sunset Strip) – serie TV, 150 episodi (1958-1964)
- Hawaiian Eye – serie TV, 3 episodi (1959-1962)
- The Alaskans – serie TV, episodio 1x14 (1960)
- L'ora di Hitchcock (The Alfred Hitchcock Hour) – serie TV, episodio 3x05 (1964)
- Il reporter (The Reporter) – serie TV, episodio 1x09 (1964)
- Gli uomini della prateria (Rawhide) – serie TV, episodio 7x25 (1965)
- F.B.I. (The F.B.I.) – serie TV, 241 episodi (1965-1974)
- Chi è Black Dahlia? (Who Is the Black Dahlia?), regia di Joseph Pevney (1975) – Film TV
- Mai dire sì (Remington Steele) – serie TV, 5 episodi (1983-1987)
- Hardcastle & McCormick (Hardcastle and McCormick) – serie TV, episodio 1x18 (1984)
- La signora in giallo (Murder, She Wrote) – serie TV, episodi 5x07-7x04-9x07 (1988-1992)
- Zorro – serie TV, 25 episodi (1990)
- La tata (The Nanny) – serie TV, 1 episodio (1994)

## Doppiatori italiani
Nelle versioni in italiano delle opere in cui ha recitato, Efrem Zimbalist Jr. è stato doppiato da:
- Giuseppe Rinaldi in La banda degli angeli, Furia d'amare, Il cielo è affollato
- Cesare Barbetti in Il grande rischio, Testimone oculare
- Giancarlo Maestri in Gli occhi della notte
- Dario Mazzoli ne I giganti toccano il cielo
- Massimo Foschi in Airport '75
- Sergio Rossi in Hot Shots!
- Andrea Lala in F.B.I.
- Giulio Platone in Zorro
- Maurizio Scattorin in Principe Valiant

Da doppiatore è sostituito da:
- Giulio Platone in Batman: La maschera del Fantasma
- Franco Sangermano in Batman e Superman - I due supereroi
- Roberto Stocchi in Batman e Superman - I due supereroi (ridoppiaggo TV)